# 902 TCN
902 TCN là một năm trong lịch La Mã.